# (2010) Чебышёв
(2010) Чебышёв (лат. Chebyshev) — типичный астероид главного пояса, открыт 13 октября 1969 года советским астрономом Беллой Бурнашёвой в Крымской астрофизической обсерватории и 1 сентября 1978 года назван в честь русского математика и механика Пафнутия Чебышёва.

## Обнаружение и именование
(2010) Чебышёв
Открыт 13 октября 1969 года в Научном Б. А. Бурнашёвой.
Назван в честь великого русского математика и механика академика Пафнутия Львовича Чебышёва (1821—1884). В честь Чебышёва также назван лунный кратер.
Оригинальный текст (англ.)2010 Chebyshev
Discovered 1969-10-13 by Burnasheva, B. at Nauchnyj.
Named in honor of academician Pafnutij Lvovich Chebyshev (1821—1884), the great Russian mathematician and mechanician. Chebyshev is also honored by a lunar crater.
Источники: DISCOVERY.DB; M.P.C. 4481.

## Орбита

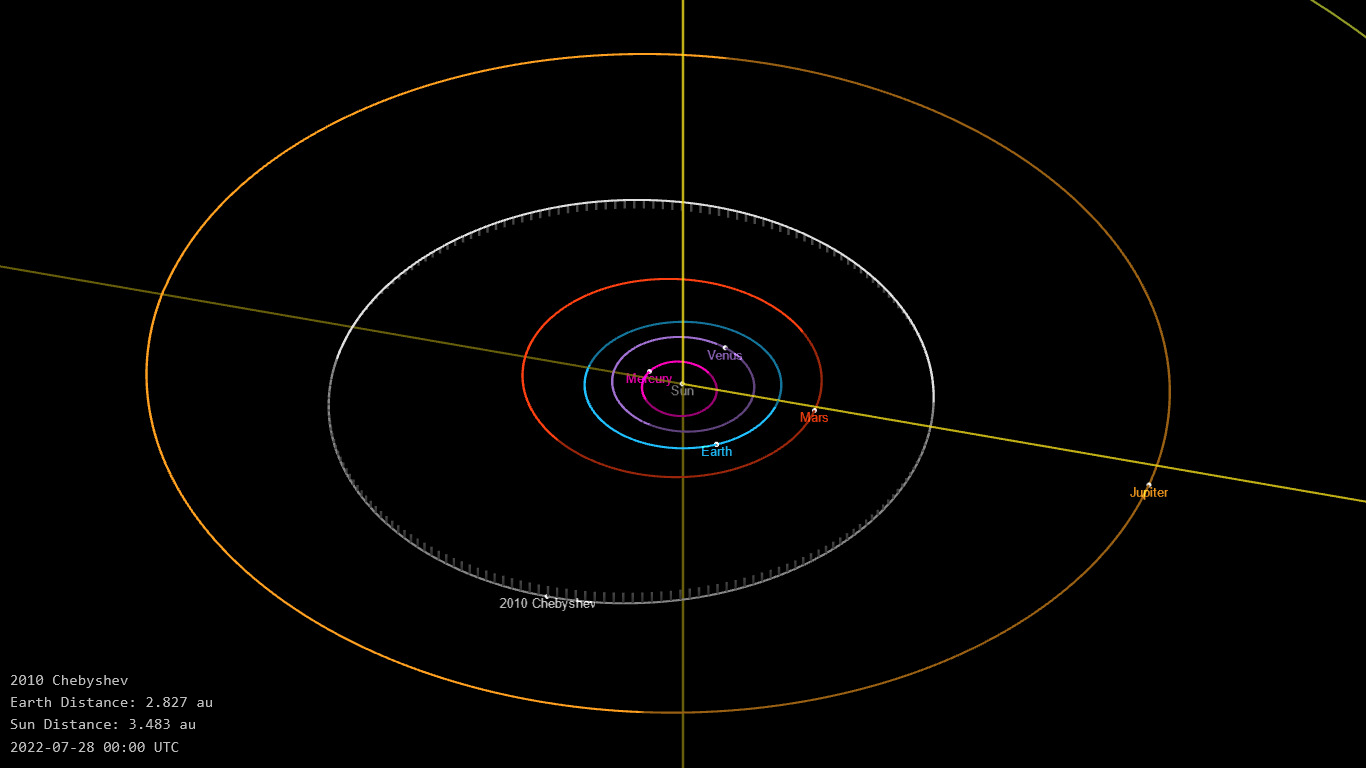
Орбита астероида Чебышёв и его положение в Солнечной системе

## Физические характеристики
Астероид относится к таксономическому классу BU:.
По результатам наблюдений в видимом и ближнем инфракрасном диапазоне космического телескопа NEOWISE и наблюдений в инфракрасном диапазоне спутника Akari диаметр астероида оценивался равным 24,649±0,194 км и 23,11±0,66 км. Согласно тем же источникам альбедо оценивается как 0,0654±0,0122, 0,076±0,005 и 0,065±0,012.